# Harry Lumley
Harry „Apple Cheeks“ Lumley (* 11. November 1926 in Owen Sound, Ontario; † 13. September 1998) war ein kanadischer Eishockeytorwart, der von 1943 bis 1960 für die New York Rangers, Detroit Red Wings, Chicago Black Hawks, Toronto Maple Leafs und Boston Bruins in der National Hockey League spielte.

## Karriere
Während seiner Juniorenzeit spielte er bei den Barrie Colts in der OHA. Bereits mit 15 Jahren unterschrieb er einen Vertrag bei den Detroit Red Wings aus der National Hockey League. Seine erste Chance bekam er als die Liga viele Spieler ersetzen musste, die in den Zweiten Weltkrieg zogen.
In die Saison 1943/44 startete er mit zwei Niederlagen und 13 Gegentoren, so dass er zu den Indianapolis Capitals in der AHL geschickt wurde. Da die New York Rangers einen Engpass auf der Torhüterposition hatten, wurde er auch für ein Spiel nach New York ausgeliehen. Nachdem er auch die Saison 1944/45 in Indianapolis begonnen hatte, schaffte er zur Mitte der Saison den Durchbruch in der NHL. Er erreichte mit den Wings die Finalserie um den Stanley Cup. Nach drei Niederlagen zu Beginn sahen die Leafs schon wie der sichere Sieger aus. Nach einem Sieg in Spiel 4 brachte er die Wings mit zwei Shutouts auf 3:3 heran. Trotz einer guten Leistung im entscheidenden Spiel unterlagen die Wings jedoch mit 2:1.
Obwohl die Red Wings zu dieser Zeit zu den besten Teams der NHL gehörten, dauerte es bis zur Saison 1949/50, bis er den Stanley Cup gewinnen konnte. Mit drei Shutouts und einem Gegentorschnitt von 1,85 in den Playoffs zählte er in dieser erfolgreichen Saison zu den Stützen seines Teams.
Da man in Detroit mit Terry Sawchuk einen sehr talentierten jungen Torwart hatten, gab man Lumley zusammen mit Jack Stewart an die Chicago Black Hawks, eines der schwächsten Teams dieser Jahre, ab. Im Gegenzug kam unter anderem Gaye Stewart zu den Black Hawks. Hier blieb er zwei Spielzeiten, bevor er unter anderem für Al Rollins zu den Toronto Maple Leafs wechselte. Hier hatte er seine besten Jahre und konnte auch die Vezina Trophy gewinnen. Ein Jahr mit 13 Shutouts war in diesen Jahren ein ungewöhnlich gutes Ergebnis, das erst über 15 Jahre später wieder übertroffen wurde. Im Sommer 1956 verkauften die Leafs ihn zusammen mit Eric Nesterenko für 40.000 Dollar an die Chicago Black Hawks, doch Lumley wollte nicht zurückkehren. Er zog es vor mit den Buffalo Bisons in der AHL zu spielen.
Erst zum Ende der Saison 1957/58 kehrte er in die NHL zurück, als die Boston Bruins infolge von Verletzungen dringend einen Torwart benötigten. In Boston schaffte er es als zweiter Torwart der NHL-Geschichte die Marke von 300 Karrieresiegen zu erreichen. Dort spielte er noch bis 1960.
1980 wurde er mit der Aufnahme in die Hockey Hall of Fame geehrt. Er verstarb 1998 an einem Herzinfarkt.

## Sportliche Erfolge
- Stanley Cup: 1950

### Persönliche Auszeichnungen
- NHL First All-Star Team: 1954 und 1955
- AHL Second All-Star Team: 1957
- Vezina Trophy: 1954
- Teilnahme am NHL All-Star Game: 1951, 1954 und 1955

## Rekorde
- 22 Unentschieden in einer Saison (NHL 1954/55)